# 北達沃省

北達沃省

北達沃省（英語：Davao del Norte），是一個位於菲律賓民答那峨島的省份。首府為塔古姆 (英语：Tagum City)。

根據地圖顯示的方位，其位於民答那峨島的中部，向北的位置為南阿古桑省；向西的位置為布基農省；向東的位置為康波斯特拉谷省；向南的位置則是面對菲律賓海。

## 簡介
- 隸屬地區：達沃區
- 時區：GMT+8
- 使用語言：宿霧語、Dabaweño
- 人口：934,359人[1]
- 面積：9,654.97平方公里